# Serge Rossignol
Pour les articles homonymes, voir Rossignol (homonymie).
Serge Rossignol est un professeur de physiologie québécois né à Montréal en 1942.

## Honneurs
- 1998 - Prix Léo-Pariseau
- 1999 - Médaille Christopher-Reeve du Centre de recherche Reeve-Irvine de l'Université de Californie
- 2002 - Officier de l'Ordre national du Québec